# Campionati europei di bob 2000
I Campionati europei di bob 2000, trentaquattresima edizione della manifestazione organizzata dalla Federazione Internazionale di Bob e Skeleton, si sono disputati il 15 e il 16 gennaio 2000 a Cortina d'Ampezzo, in Italia, sull'omonima pista olimpica (dal 2003 verrà intitolata al pluricampione olimpico e mondiale Eugenio Monti), il tracciato sul quale si svolsero le competizioni del bob ai Giochi di Cortina d'Ampezzo 1956 e le rassegne continentali del 1965 (unicamente nel bob a due), del 1970 e del 1982 (in entrambe le specialità maschili). La località veneta sita ai piedi delle Dolomiti ha quindi ospitato le competizioni europee per la quarta volta nel bob a due uomini e per la terza nel bob a quattro.
Anche questa edizione si è svolta con la modalità della "gara nella gara", contestualmente alla quinta tappa della stagione di Coppa del Mondo 1999/00.

## Risultati

### Bob a due uomini
La gara si è svolta il 15 gennaio 2000 nell'arco di due manches ed hanno preso parte alla competizione 28 compagini in rappresentanza di 14 differenti nazioni.
| Pos. | Atleti                             | Nazione    | Tempo   | Distacco |
| ---- | ---------------------------------- | ---------- | ------- | -------- |
|      | André Lange René Hoppe             | Germania-2 | 1:46.52 |          |
|      | Günther Huber Ubaldo Ranzi         | Italia-1   | 1:46.66 | +0.14    |
|      | Christoph Langen Markus Zimmermann | Germania-1 | 1:46.73 | +0.21    |
| 4    | Marcel Rohner Beat Hefti           | Svizzera-3 | 1:46.92 | +0.40    |
| 5    | Bruno Mingeon Emmanuel Hostache    | Francia-1  | 1:47.08 | +0.56    |
| 6    | René Spies Franz Sagmeister        | Germania-3 | 1:47.17 | +0.65    |
| 7    | Fabrizio Tosini Samuele Romanini   | Italia-2   | 1:47.19 | +0.67    |
| 8    | Sandis Prūsis Jānis Ozols          | Lettonia-1 | 1:47.34 | +0.82    |
| 9    | Christian Reich Urs Aeberhard      | Svizzera-1 | 1:47.35 | +0.83    |
| 10   | Evgenij Popov Pëtr Makarčuk        | Russia-1   | 1:47.37 | +0.85    |

### Bob a quattro
La gara si è svolta il 16 gennaio 2000 nell'arco di due manches ed hanno preso parte alla competizione 24 compagini in rappresentanza di 13 differenti nazioni.
| Pos. | Atleti                                                         | Nazione    | Tempo   | Distacco |
| ---- | -------------------------------------------------------------- | ---------- | ------- | -------- |
|      | Bruno Mingeon Emmanuel Hostache Christophe Fouquet Max Robert  | Francia-1  | 1:44.38 |          |
|      | Sandis Prūsis Mārcis Rullis Matīss Zacmanis Jānis Ozols        | Lettonia-1 | 1:44.67 | +0.29    |
|      | Christoph Langen Sven Rühr Thomas Platzer Jörg Treffer         | Germania-1 | 1:44.75 | +0.37    |
| 4    | Marcel Rohner Markus Nüssli Beat Hefti Silvio Schaufelberger   | Svizzera-1 | 1:44.81 | +0.43    |
| 5    | André Lange Lars Behrendt René Hoppe Dirk van der Sant         | Germania-2 | 1:44.95 | +0.57    |
| 6    | Günther Huber Cristian La Grassa Ubaldo Ranzi Enrico Costa     | Italia-1   | 1:44.97 | +0.59    |
| 7    | Harald Czudaj Udo Lehmann Alexander Szelig Carsten Embach      | Germania-3 | 1:45.27 | +0.89    |
| 8    | Fabrizio Tosini Samuele Romanini Mirco Ruggiero Marco Menchini | Italia-2   | 1:45.43 | +1.05    |
| 9    | Martin Annen Jakob Frei Jürg Schaufelberger Daniel Schmid      | Svizzera-2 | 1:45.58 | +1.20    |
| 10   | Evgenij Popov Pëtr Makarčuk Konstantin Dёmin Aleksej Andrjunin | Russia-1   | 1:45.62 | +1.24    |

## Medagliere
| Pos.   | Paese    | Oro | Argento | Bronzo | Totale |
| ------ | -------- | --- | ------- | ------ | ------ |
| 1      | Germania | 1   | 0       | 2      | 3      |
| 2      | Francia  | 1   | 0       | 0      | 1      |
| 3      | Italia   | 0   | 1       | 0      | 1      |
| 3      | Lettonia | 0   | 1       | 0      | 1      |
| Totale | Totale   | 2   | 2       | 2      | 6      |